# Podstawowa jednostka organizacyjna uczelni
Podstawowa jednostka organizacyjna uczelni – wydział lub inna jednostka organizacyjna uczelni określona w statucie.
Kierownikiem wydziału jest dziekan. W uczelni publicznej kierownik podstawowej jednostki organizacyjnej i jego zastępcy są powoływani w drodze wyborów lub w drodze konkursu.
Do 1 października 2018 działalność podstawowych jednostek organizacyjnych podlegała w Polsce przepisom zawartym w ustawie z dnia 27 lipca 2005 Prawo o szkolnictwie wyższym, które stanowiły m.in., że zajmowania stanowiska kierownika podstawowej jednostki organizacyjnej nie można było łączyć z członkostwem w Centralnej Komisji do Spraw Stopni i Tytułów.
Wydziały teologiczne na mocy odrębnych umów względnie innych aktów prawnych, obok nadzoru ze strony władz państwowych i uczelnianych podlegają nadzorowi władz właściwych kościołów lub innych związków wyznaniowych.